# DPSIR
DPSIR é um modelo causal para descrever as interações entre a sociedade e o meio ambiente.
Este modelo tem sido adotado pela Agência Europeia do Ambiente. Os componentes deste modelo são:
- Driving forces (forças motrizes ou forças motoras)
- Pressures (pressões)
- States (estados)
- Impacts (impactos)
- Responses (respostas)

Este modelo é uma extensão do modelo pressão-estado-resposta desenvolvido pela OECD.
Como um primeiro passo, os dados e informações sobre os diferentes elementos da cadeia DPSIR são coletados. Então possíveis conexões entre esses diferentes aspectos são postulados. Através do uso da estrutura de modelagem do DPSIR, é possível avaliar a eficácia das respostas postas em prática.